# Il'ja Malych
Il'ja Vladimirovič Malych (in russo Илья Владимирович Малых?; traslitterazione anglosassone Ilya Vladimirovich Malykh; Mosca, 21 agosto 1991) è un bobbista, ex velocista ed ex ostacolista russo.

## Biografia

### Gli inizi nell'atletica
Prima di dedicarsi al bob, Malych ha praticato l'atletica leggera a livello nazionale sia nelle discipline veloci che negli ostacoli; prese parte infatti a tre edizioni dei campionati russi assoluti, gareggiando nei 100 m e nei 200 m nella rassegna del 2013, nei 60 m e nei 200 m in quelle indoor del 2013 e del 2014, e infine nei 110 metri ostacoli in quella del 2015, non riuscendo a superare le batterie di qualificazione in tutte le occasioni.

### 2015: il passaggio al bob
Compete nel bob dal 2015 come frenatore per la squadra nazionale russa, debuttando in Coppa Europa a novembre di quello stesso anno.

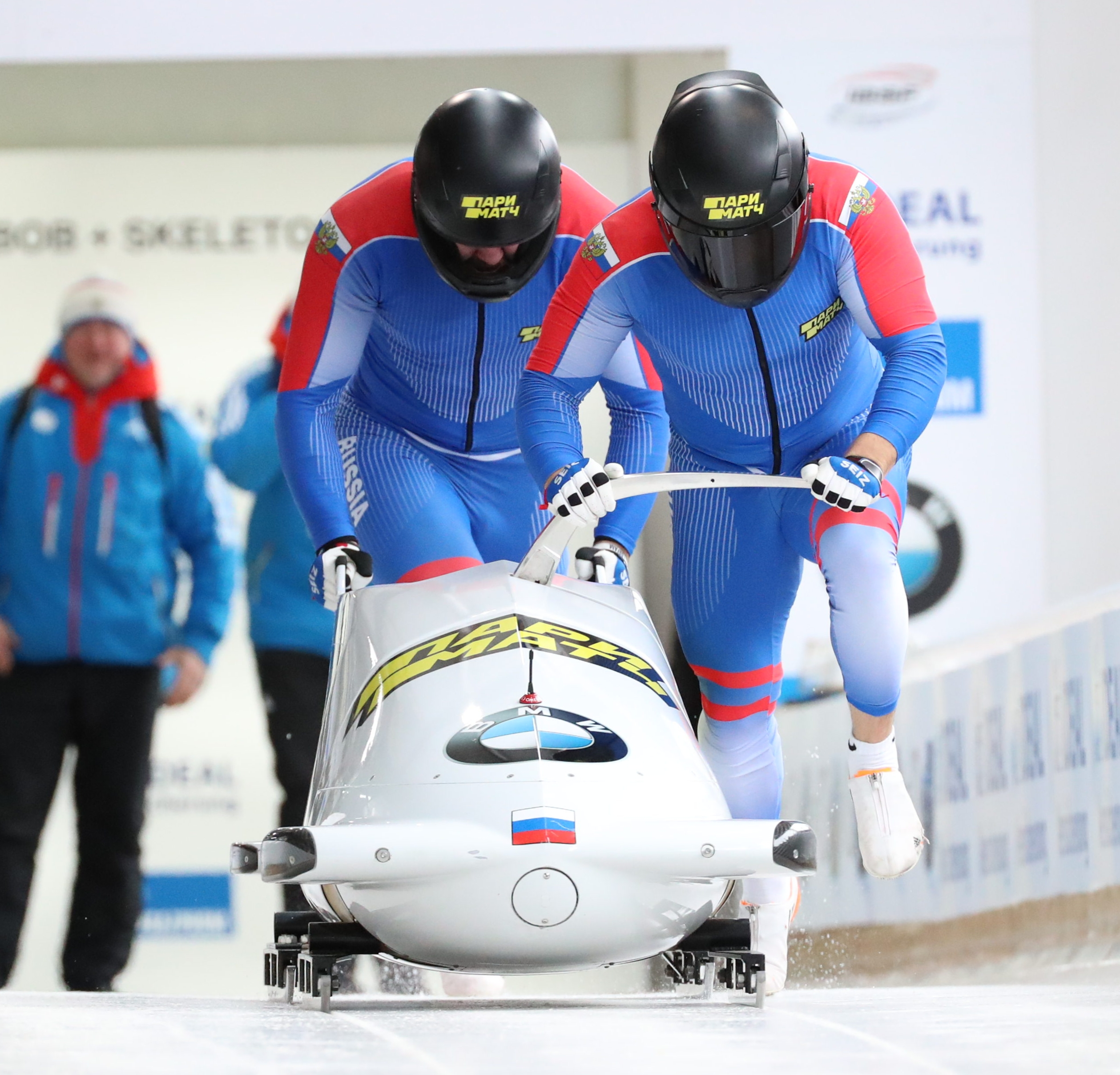
Malych (dietro) con Aleksej Stul'nev in gara ai campionati mondiali di Altenberg 2020

Esordì in Coppa del Mondo nella penultima gara della stagione 2015/16, il 6 febbraio 2016 a Sankt Moritz dove fu sesto nel bob a due; i suoi migliori risultati di tappa sono stati il quarto posto ottenuto sia nella disciplina biposto che in quella a quattro e in due differenti occasioni.
Prese parte a quattro edizioni dei campionati mondiali; nel dettaglio i suoi risultati nelle prove iridate sono stati, nel bob a due: squalificato a Innsbruck 2016, decimo a Whistler 2019, tredicesimo ad Altenberg 2020 e quattordicesimo ad Altenberg 2021; nel bob a quattro: dodicesimo a Whistler 2019, undicesimo ad Altenberg 2020 e sesto ad Altenberg 2021; nella gara a squadre: ottavo a Whistler 2019.
Nelle rassegne continentali ha invece conquistato la medaglia di bronzo nel bob a quattro a Winterberg 2021, mentre nella specialità biposto ha raggiunto quale miglior risultato il quarto posto a Sankt Moritz 2016.

## Palmarès

### Europei
- 1 medaglia:
  - 1 bronzo (bob a quattro ad Winterberg 2021).

### Coppa Europa
- 1 podio (nel bob a due):
  - 1 secondo posto.

### Coppa Nordamericana
- 3 podi (1 nel bob a due, 2 nel bob a quattro):
  - 2 vittorie (nel bob a quattro);
  - 1 secondo posto (1 nel bob a due).